# NGC 2696
NGC 2696 este o galaxie eliptică situată în constelația Hidra. A fost descoperită în 1886 de către Ormond Stone⁠(d). Se află la o distanță de 154,17 de megaparseci de Pământ.